# Baka (Slowakei)
Baka (ungarisch Baka) ist eine Gemeinde im Südwesten der Slowakei mit 1130 Einwohnern (Stand 31. Dezember 2024). Sie gehört zum Okres Dunajská Streda, einem Teil des Trnavský kraj.

## Geographie
Die Gemeinde befindet sich im Südteil der Großen Schüttinsel, einem Teil des slowakischen Donautieflands, nahe der Grenze zu Ungarn. Das Gemeindegebiet ist flach, rund um den Hauptort landwirtschaftlich genutzt; von den Auwäldern am alten Donauflussbett ist Baka durch den Zuleitungskanal des Wasserkraftwerks Gabčíkovo getrennt. Der größtenteils unter den Schutz des Landschaftsschutzgebiets Dunajské luhy gestellte Wald beherbergt seit 1953 den geschützten Fundort des Seeadlers. Das Ortszentrum liegt auf einer Höhe von 118 m n.m. und ist 16 Kilometer von Dunajská Streda sowie 48 Kilometer von der Hauptstadt Bratislava entfernt.
Nachbargemeinden sind Jurová im Norden, Gabčíkovo im Osten, Lipót (H) im Süden, Bodíky im Südwesten und Trstená na Ostrove im Westen.

## Geschichte
Der Ort wurde zum ersten Mal 1268 als Baka als Siedlung königlicher Höflinge der Pressburger Burg schriftlich erwähnt. 1445 kam es zur Teilung der Gesamtortschaft in zwei Dörfer namens Alsóbaka und Felsőbaka (wörtlich Unterbaka und Oberbaka), die sich erst im 19. Jahrhundert wieder vereinigten. Die Dörfer waren Besitz von Kleinadeligen wie Bessenyei, Csorba, Báhonyi, Földés, Makolányi, Bartal, Kulcsár und weiteren. 1828 zählte man in Alsóbaka 77 Häuser und 555 Einwohner, in Felsőbaka 56 Häuser und 399 Einwohner. Haupteinnahmequellen waren Landwirtschaft und Korbmacherei, dazu gab es zahlreiche Wassermühlen an der Donau, z. B. 28 im Jahr 1881.
Bis 1919 gehörte der im Komitat Pressburg liegende Ort zum Königreich Ungarn und kam danach zur Tschechoslowakei beziehungsweise heute Slowakei. 1938–45 lag er aufgrund des Ersten Wiener Schiedsspruchs noch einmal in Ungarn.

## Bevölkerung
| Jahr                | 1994 | 2004    | 2014    | 2024    |
| ------------------- | ---- | ------- | ------- | ------- |
| Anzahl der Personen | 1118 | 1120    | 1105    | 1130    |
| Unterschied         |      | +0,17 % | −1,33 % | +2,26 % |

| Jahr                | 2023 | 2024    |
| ------------------- | ---- | ------- |
| Anzahl der Personen | 1136 | 1130    |
| Unterschied         |      | −0,52 % |

Nach der Volkszählung 2011 wohnten in Baka 1114 Einwohner, davon 950 Magyaren, 148 Slowaken und jeweils ein Deutscher, Mährer, Russine und Tscheche; ein Einwohner gab eine andere Ethnie an. Elf Einwohner machten keine Angabe. 1.032 Einwohner bekannten sich zur römisch-katholischen Kirche, sechs Einwohner zur reformierten Kirche, jeweils fünf Einwohner zur evangelischen Kirche A. B. sowie zur griechisch-katholischen Kirche, zwei Einwohner zur kongregationalistischen Kirche und ein Einwohner zur evangelisch-methodistischen Kirche; zwei Einwohner bekannten sich zu einer anderen Konfession. 24 Einwohner waren konfessionslos und bei 37 Einwohnern wurde die Konfession nicht ermittelt.

## Bauwerke
- römisch-katholische Allerheiligenkirche im Spätbarockstil aus dem Jahr 1770, nachdem die alte mittelalterliche Kirche durch zahlreiche Hochwasser zerstört wurde